# Øvre mellemklassebil
En øvre mellemklassebil (Bilsegment E) er en biltype som er større end en stor mellemklassebil og med en motorydelse mindre end i en luksusbil.
Siden slutningen af 1990'erne er flere fabrikanter udenfor luksusbilsegmentet stoppet med øvre mellemklassebiler på grund af svigtende salg, således stoppede bl.a Ford med Scorpio i 1998, Opel med Omega i 2003, Renault med Vel Satis i 2009 og Peugeot med 607 i 2010.
Typisk for bilmodeller i den øvre mellemklasse er en seks- eller ottecylindret motor og et slagvolume på mindst 2,0 liter. Længden ligger normalt lige under ca. 5 m.

## Aktuelle modeller
- Audi A6
- BMW 5-serie
- Cadillac CTS
- Infiniti M
- Jaguar XF
- Lancia Thema
- Lexus GS
- Mercedes-Benz E-klasse
- Škoda Superb
- Volvo S90
- Volvo V90
- VW Passat
- VW Passat CC

| Stub | Spire Denne bilrelaterede artikel er en spire som bør udbygges. Du er velkommen til at hjælpe Wikipedia ved at udvide den. |